# Bussero
Bùssero (Bussor nel dialetto locale, Busser in dialetto milanese, IPA: [ˈbysur] o [ˈbyser]) è un comune italiano di 8 367 abitanti della città metropolitana di Milano in Lombardia. Il comune, essendo lambito dal naviglio Martesana, fa parte del territorio della Martesana.

## Origini del nome
Dal bosso, arbusto sempreverde, peraltro all'origine di un diffuso cognome lombardo, deriva il nome dell'insediamento.

## Storia
L'area era popolata da epoca romana e nel 1906 si rinvenne un sarcofago femminile del periodo. Comparso sulle topografie della pianura a oriente di Milano fin dall'852, circa tre secoli più tardi Bussero diede nome a una famiglia di spicco, che nel capoluogo lombardo avrebbe fondato l'ospedale di San Barnaba (con Goffredo da Bussero, parente e omonimo del più noto storico, nel 1145) e della quale fu membro Pagano, podestà nel 1212.
Dal 2015 fa parte della Zona omogenea Adda Martesana della città metropolitana di Milano.

### Simboli
Lo stemma è stato concesso con regio decreto del 26 aprile 1930.
L'origine di questo stemma ha una sua motivazione di carattere storico ben precisa: ha inteso ricordare tre famiglie che anticamente sono state feudatarie di questo borgo: primi tra tutti i de Bussero, un'antica famiglia lombarda originaria proprio di questa terra; quella degli Olgiati, feudatari di Bussero dal 1698 al 1778 e quella dei Greppi, feudatari dal 1778. Dallo stemma della famiglia de Bussero derivano le due stelle della parte superiore dello scudo; dallo stemma della famiglia Olgiati (di rosso, al luccio d'argento, posto in fascia) è stata ricavata la figura del pesce riprodotto nella parte inferiore; dallo stemma della famiglia Greppi, invece, è stato tratto il giglio, inserito nella fascia centrale.
Il gonfalone, concesso con D.P.R. del 14 febbraio 1974, è un drappo partito di bianco e di rosso.

## Monumenti e luoghi d'interesse

### Architetture civili
- Villa Sioli Legnani, di origine settecentesca anche se risistemata con notevoli cambiamenti a metà Ottocento.
- Villa Berti, precedentemente "Villa Pelli" e originariamente "Villa Bossi" (una delle famiglie più importanti di Milano) risalente al XVIII secolo.
- Villa Tamassia Radaelli, con giardino ed oratorio rustico annessi, inizio settecento.
- Villa Casnati, con parco annesso è la villa più antica risalente già prima del 1541
- Auditorium e palazzetto sportivo, terminati nel 2020 dopo 15 anni di cantieri bloccati.

### Architetture religiose
La Chiesa dei Santi Nazaro e Celso è sede di una parrocchia pluri-centenaria.

## Società

### Evoluzione demografica
- 518 nel 1751
- 602 nel 1771
- 630 nel 1805
- annessione a Pessano con Bornago nel 1809[13]
- 1 351 nel 1853
- 1 412 nel 1859

Abitanti censiti

## Infrastrutture e trasporti
Nel comune è presente la fermata "Bussero" della Linea M2 (metropolitana di Milano), sul ramo Cascina Gobba-Gessate. Fa parte della zona Mi4 del nuovo Sistema tariffario integrato di Milano (STIBM).
Bussero è inoltre raggiungibile tramite le uscite "Carugate" della tangenziale est Autostrada A51 tramite le SP208 diramandosi poi sulla SP242 o SP121, innestandosi infine sulla SP120 e "Agrate" sull'Autostrada A4 (Italia) Torino-Trieste tramite la SP13 e la SP120. 

## Amministrazione
| Periodo | Periodo   | Primo cittadino        | Partito                   | Carica                    | Note   |
| ------- | --------- | ---------------------- | ------------------------- | ------------------------- | ------ |
| 1900    | 1904      | Angelo Bossi           |                           | Sindaco                   | [ 15 ] |
| 1905    | 1906      | Attilio Bossi          |                           | Sindaco                   |        |
| 1907    | 1908      | Steno Sioli Legnani    |                           | Sindaco                   |        |
| 1909    | 1909      | Fermo Mangiagalli      |                           | Sindaco                   |        |
| 1910    | 1911      | Silvio Beltrami        |                           | Sindaco                   |        |
| 1912    | 1920      | Fermo Mangiagalli      |                           | Sindaco                   |        |
| 1921    | 1922      | Alfonso Perego         |                           | Sindaco                   |        |
| 1923    | 1923      | Urbinati               |                           | Regio Commissario         |        |
| 1924    | 1925      | Carlo Ronchi           |                           | Podestà                   |        |
| 1926    | 1927      | Achille Ricci          |                           | Podestà                   |        |
| 1928    | 1929      | Emilio Caramatti       |                           | Podestà                   |        |
| 1930    | 1931      | Antonio Bianchi        |                           | Podestà                   |        |
| 1932    | 1933      | Steno Sioli Legnani    |                           | Podestà                   |        |
| 1934    | 1936      | Emilio Caramatti       |                           | Podestà                   |        |
| 1937    | 1939      | Angelo Tavazza         |                           | Podestà                   |        |
| 1940    | 1943      | Piero Tadini           |                           | Podestà                   |        |
| 1944    | 1945      | Ernesto Martini        |                           | Podestà                   |        |
| 1946    | 1947      | Pietro Petratti        |                           | Sindaco                   |        |
| 1948    | 1949      | Alfonso Perego         |                           | Sindaco                   |        |
| 1950    | 1959      | Mario Zappa            |                           | Sindaco                   |        |
| 1960    | 1969      | Gino Citelli           |                           | Sindaco                   |        |
| 1970    | 1975      | Fausto Roncoroni       |                           | Sindaco                   |        |
| 1975    | 1985      | Giancarlo Pistone      |                           | Sindaco                   |        |
| 1985    | 1995      | Aldino Galli           |                           | Sindaco                   |        |
| 1995    | 1999      | Enrico Galbiati        | Centro Sinistra           | Sindaco                   | [ 16 ] |
| 1999    | 2004      | Antonio Galbiati       | Lista civica              | Sindaco                   | [ 17 ] |
| 2004    | 2009      | Antonio Galbiati       | Lista civica              | Sindaco                   | [ 18 ] |
| 2009    | 2011      | Franco Giacomo Colombo | Lista civica Vivi Bussero | Sindaco                   | [ 19 ] |
| 2011    | 2012      | D.ssa G. Massa         |                           | Commissario straordinario | [ 20 ] |
| 2012    | 2017      | Curzio Aimo Rusnati    | Lista civica Per Bussero  | Sindaco                   | [ 21 ] |
| 2017    | 2022      | Curzio Aimo Rusnati    | Lista civica Ideazione    | Sindaco                   | [ 22 ] |
| 2022    | in carica | Massimo Vadori         | Lista civica Ideazione    | Sindaco                   |        |

### Altre informazioni amministrative
Nel marzo del 2015 il comune di Bussero aderisce all'Unione di comuni della Martesana, comprendente oltre a Bussero i comuni di Cernusco sul Naviglio, Gorgonzola, Carugate, Pessano con Bornago e Cambiago.